# Basse-Bodeux
Basse-Bodeux is een dorp in de Belgische provincie Luik en een deelgemeente van Trois-Ponts. Tot 1 januari 1977 was het een zelfstandige gemeente. Basse-Bodeux ligt in een vallei; iets ten westen en hogerop ligt Haute-Bodeux.

## Demografische ontwikkeling
- Bronnen:NIS, Opm:1831 tot en met 1970=volkstellingen, 1976= inwoneraantal op 31 december

## Bezienswaardigheden

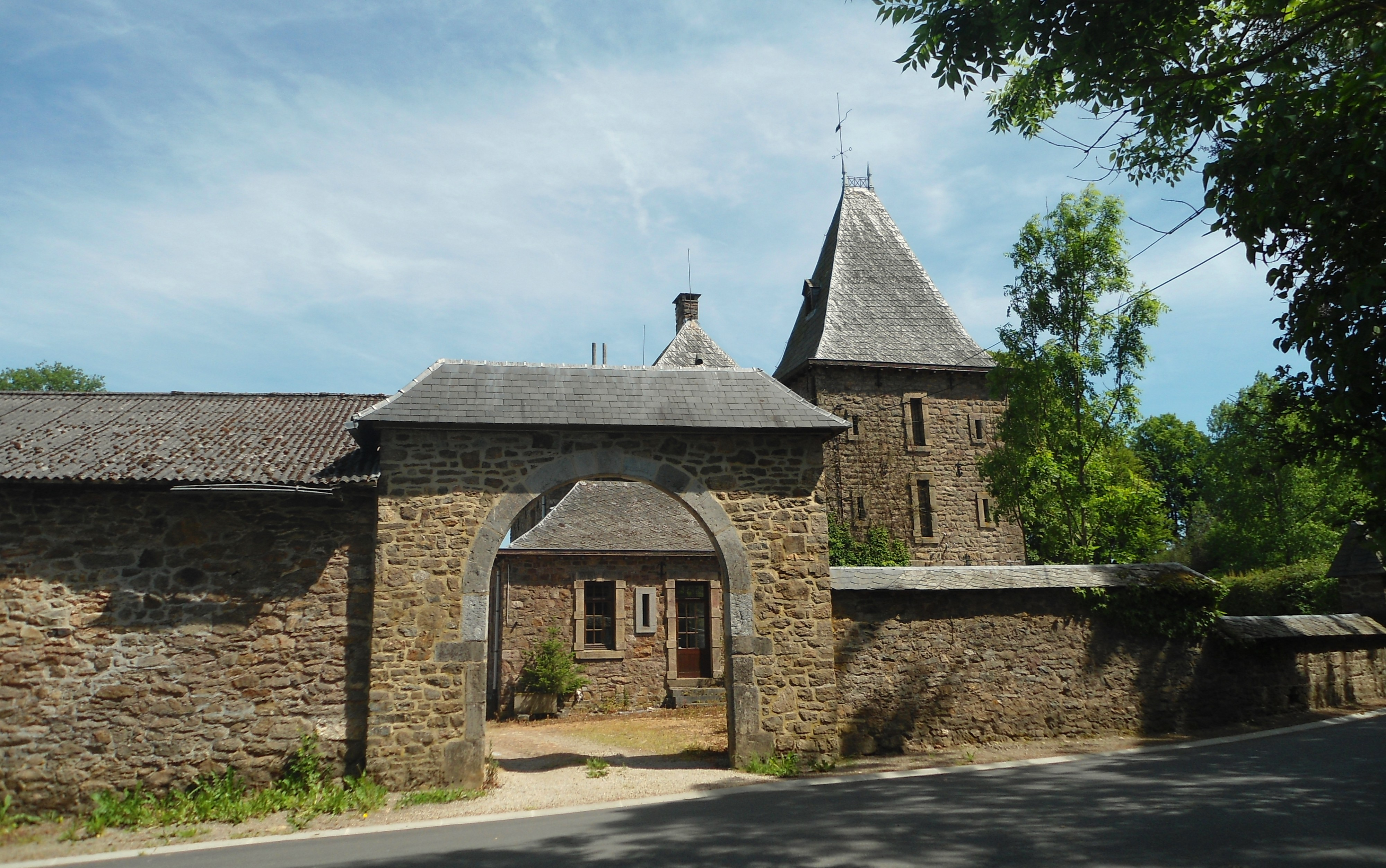
Hoeve in Haute-Bodeux.

- De Église Notre-Dame de l'Assomption
- Een beschermde hoeve in Haute-Bodeux